# Parc Strömberg
Pour les articles homonymes, voir Strömberg.
Le Parc Strömberg  (finnois : Strömberg Park) est une zone industrielle située dans le quartier d'Huutoniemi à Vaasa  en Finlande.

## Présentation
En 1889, l'ingénieur Gottfried Strömberg fonde une entreprise de machines électriques à Helsinki. 
En 1940, la société achète un terrain de 70 hectares dans le quartier Huutoniemi de Vaasa, à proximité des voies ferrées et des routes. 
L'entreprise, qui était impliquée dans la production de munitions, a ainsi localisé ses opérations dans une zone considérée comme plus sûre que la zone métropolitaine d'Helsinki.
Construit dans les années 1940  pour l'entreprise  Strömberg,  le parc Strömberg est l'un des parcs industriels et technologiques les plus importants de Finlande. 
En termes de locaux, il s'agit également du plus grand parc d'activités de Vaasa, avec un total d'environ 250 000 m2 d'espaces de fabrication et de bureaux. Plus de 3 000 employés travaillent dans le parc, dont environ les 2/3 travaillent pour l'entreprise ABB.

## Architecture
Le plan d'urbanisme de la zone d'importance culturelle et historique a été conçu par Alvar Aalto, et la zone a été classée parmi les environnements culturels construits d'importance nationale. 
Jusqu'à la fin des années 1940, Alvar Aalto a dirigé la construction du parc  Strömberg. 
Son idée principale était de placer les bâtiments industriels dans une forêt de pins mixtes finlandais.
Bien que le travail de conception ait été confié à Egil Nicklin et Eskil Haldin, entre autres, Alvar Aalto a dirigé les opérations de construction dans les moindres détails. 
Grâce à ses instructions précises, Alvar Aalto pourrait également être considéré comme le concepteur d'une usine de contacteurs.
De plus, il a joué un rôle déterminant dans la conception de l'usine de moteurs.
Eskil Haldin a longtemps été le concepteur en chef de la zone industrielle, car la plupart des travaux des années 1950 aux années 1970 ont été réalisés par lui. 
Il a pris sa retraite en 1974.
La production à Vaasa a commencé en 1945. Les bâtiments de production les plus anciens ont été construits en deux phases principales, conçues par différents architectes. L'usine de machines A1, l'usine de moteurs A2, le magasin central et l'usine de contacteurs A3 ont été achevés en 1941-1948. 
Dans la phase suivante, de 1950 à 1956, un bâtiment de bureaux et de portails ont été construits, ainsi que des usines de transformateurs A4 et A5, une usine de poêles A6 et un laboratoire haute tension. Dans les années 1960 et au-delà, des halls industriels de plain-pied ont été construits sur le site de l'usine. 
Une partie de la production a été transférée à Kauhajoki en 1975-1976. 
La zone industrielle de Strömberg a été classée par la direction des musées de Finlande parmi les environnements culturels construits d'importance nationale, car elle représente une construction industrielle d'après-guerre d'importance écologique, culturelle et historique. 
Le quartier résidentiel d'Aaltopuisto, conçu par Alvar Aalto pour les usines de Strömberg, fait partie du site.

## Galerie

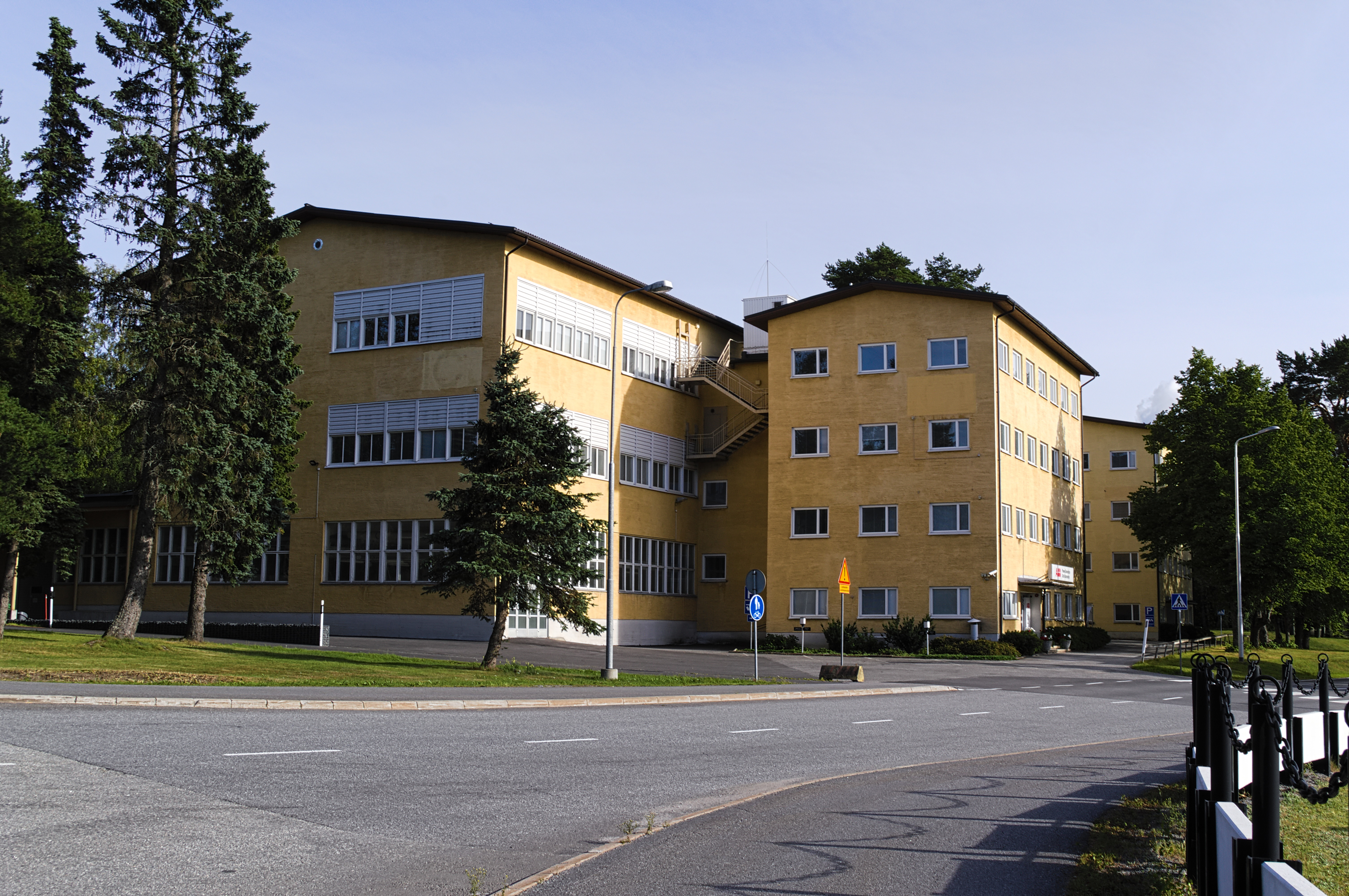
L'usine de moteurs.